# TT223
| D28 · Z1 | E23 · r | Aa1 · Z4 | i | mn · n |

| D28 · Z1 | E23 · r | Aa1 · Z4 | i | mn · n |

TT223 (Theban Tomb 223) è la sigla che identifica una delle Tombe dei Nobili ubicate nell'area della cosiddetta Necropoli Tebana, sulla sponda occidentale del Nilo dinanzi alla città di Luxor, in Egitto. Destinata a sepolture di nobili e funzionari connessi alle case regnanti, specie del Nuovo Regno, l'area venne sfruttata, come necropoli, fin dall'Antico Regno e, successivamente, sino al periodo Saitico (con la XXVI dinastia) e Tolemaico.

## Titolare
TT223 era la tomba di:
| Titolare   | Titolo                                                                | Necropoli  | Dinastia/Periodo | Note                                                                                    |
| ---------- | --------------------------------------------------------------------- | ---------- | ---------------- | --------------------------------------------------------------------------------------- |
| Kerakhamon | Prete Ka (?). Gardiner e Weigall lo indicano come Principe ereditario | El-Assasif | non nota         | in una valletta, nei pressi della casa di Sheikh Hasan Abd er-Rasul, usata come fienile |

## Biografia
Nessuna notizia è ricavabile.

## La tomba
TT223, dato anche l'impiego come pertinenza di un'abitazione privata, è notevolmente danneggiata, non ultimata e con consistenti crolli. Nel cortile blocchi da un pilastro (?) crollato con il defunto in adorazione di Ra-Horakhti, una divinità della notte, un'altra con testa di leonessa. In quel che resta, o che doveva divenire, una camera con pilastri (1 in planimetria) testi sacri; poco oltre (2) scene con giare per oli sacri e testi della Cerimonia di apertura della bocca; seguono (3-4) scene con due uomini che offrono liste di offerte al defunto. Su altra parete (6) frammenti di testo riguardante un cancelliere (?) e (7) un uomo. Al centro della valle due pilastri molto danneggiati (A-B) con resti di testi. In posizione sconosciuta, ma rilevata dai primi esploratori della tomba, si trovavano testi con il fratello del defunto Esamenopet.

### Annotazioni
1. ↑  La numerazione dei locali e delle pareti segue quella di Porter e Moss 1927, p. 318.
2. ↑  La prima numerazione delle tombe, dalla numero 1 alla 253, risale al 1913 con l'edizione del "Topographical Catalogue of the Private Tombs of Thebes" di Alan Gardiner e Arthur Weigall. Le tombe erano numerate in ordine di scoperta e non geografico; ugualmente in ordine cronologico di scoperta sono le tombe dalla 253 in poi.
3. ↑  I campi della Duat, ovvero l'aldilà egizio, si trovavano, secondo le credenze, proprio sulla riva occidentale del grande fiume.
4. ↑  Nella sua epoca di utilizzo, l'area era nota come "Quella di fronte al suo Signore" (con riferimento alla riva orientale, dove si trovavano le strutture dei Palazzi di residenza dei re e i templi dei principali dei) o, più semplicemente, "Occidente di Tebe".
5. ↑  le Tombe dei Nobili, benché raggruppate in un'unica area, sono di fatto distribuite su più necropoli distinte.
6. ↑  Le note, sovente di inquadramento topografico della tomba, sono tratte dal "Topographical Catalogue" di Gardiner e Weigall, ed. 1913 e fanno perciò riferimento alla situazione dell'epoca.
7. ↑  Il titolo di principe ereditario non necessariamente indicava il successore al trono, ma era spesso usato come titolo semplicemente onorifico.
8. ↑  Fino a tempi molto recenti, alcune delle tombe vennero adibite ad abitazioni o a pertinenze di abitazioni, come stalle, cantine, depositi e magazzini. Tale impiego, protrattosi per millenni, come è intuibile, ha ulteriormente favorito il danneggiamento di già precarie rappresentazioni parietali o, in taluni casi, ha addirittura causato la perdita o la demolizione di pareti o colonne, o pilastri. I riferimenti di Gardiner e Weigall ad abitazioni private debbono perciò essere intese in tal senso e fanno riferimento, come è ovvio, agli anni in cui le rilevazioni ebbero luogo considerando che la pubblicazione del "Topographical Catalogue" risale al 1913.

### Fonti
1. 1 2  Porter e Moss 1927,  p. 324.
2. ↑  Gardiner e Weigall 1913.
3. ↑  Donadoni 1999,  p. 115.
4. 1 2  Gardiner e Weigall 1913, p. 36.
5. ↑  Gardiner e Weigall 1913, pp. 36-37.
6. ↑  Gardiner e Weigall 1913, p. 37.
7. ↑  Porter e Moss 1927,  p. 323.
8. ↑  Porter e Moss 1927,  p. 325.